# これは愛だ
『これは愛だ』（これはあいだ）は、東野純直の9枚目のシングル。1996年8月21日に東芝EMIから発売。

## 概要
花王『ビタガード』のCMソングに使用された。

## 収録曲
全作詞・作曲・編曲（1）:東野純直
1. これは愛だ
2. 8月のカレンダー
  - 編曲:重実徹
3. これは愛だ（Instrumental）